# كأس صربيا 2016–17
كأس صربيا 2016–17 (بالصربية: Куп Србије у фудбалу 2016/17.)‏ هو موسم من كأس صربيا. كان عدد الأندية المشاركة فيه 35، وفاز فيه نادي بارتيزان ‏.